# هارفي غيلمور
هارفي غيلمور (بالإنجليزية: Harvey Gilmour)‏ هو لاعب كرة قدم بريطاني، ولد في 15 ديسمبر 1998. لعب مع نادي ترانمير روفرز.